# Техас за рекой
Техас за рекой (англ. Texas Across the River) — комедия, снятая американским режиссером Майклом Гордоном в 1966 году. В главных ролях снялись Дин Мартин, Ален Делон, Розмари Форсайт и Джоуи Бишоп.

## Сюжет
Благородный Дон Андреа Балдазар (Ален Делон) приезжает в дом семейства Нейлор, чтобы жениться на прекрасной Фиби Энн Нейлор (Розмари Форсайт) в Луизиане в 1845 году. Все в нетерпении, когда молодая Фиби наконец станет герцогиней Ла Касала. Но, во время торжества, капитан Родни Стимпсон (Питер Грейвс) и двоюродный брат лейтенант Янки Коттл (Стюарт Андерсон) из кавалерии Соединённых Штатов, ворвались в дом, где скоро должна была начаться церемония. Родни был намерен вернуть право своего кузина Янси Коттла взять в жены Фиби Энн, по причине того, что задолго до этого момента он был обещан Фиби её отцом.
В процессе конфликта, Янси Коттла — бывшего парня Фиби Энн, который пытался заставить её вернуться к нему, Андреа, по причине своей неуклюжести, выталкивает из окна. Которого, в свою очередь, толкнул брат Родни. Теперь Дон Андреа обвиняется в убийстве из-за чего он решает спасаться бегством через границу в Техас. Перед своим побегом Андреа обещает своей невесте Фиби, что они встретятся снова через реку, в Техасе.
Техас за рекой от родного штата был выбран Андреа из-за того, что в то время ещё не был частью Соединённых Штатов, поэтому там убийцу не могли преследовать по закону. Андреа убегает один, а Фиби отправится в Техас позже, чтобы залечь на дно, пока не успокоится и не уляжется скандал. Тем временем, Сэм Холлис (Дин Мартин), стрелок и гид, в сопровождении своего индийского друга Кронка (Джоуи Бишоп), садится в вагон того же поезда, где находится Фиби. По пути Холлис отделяется от вагона и встречается с доном Андреа, которого он называет Болди. Путешествие затруднено встречей с племенами команчей на военной основе. Особенно, проблемы настигнут их, когда Андреа спасет молодую Лонетту (Тина Омон), которая, оказывается, питает слабость к своему спасителю. Но Андреа все ещё любит Фиби Энн.
Тем временем, сама Фиби Энн становится объектом ухаживания Сэма. Между множественными перипетиями, два любовных треугольника из Сэма, Фиби и Андреа, а также Фиби, Андреа и Лонетты достигнут своего пика, в момент, когда шайенны нападут на техасскую деревню. В то же время Сэм Холлис участвует в сопротивлении поселенцев, где встречает капитана Стимпсона и использует эту встречу, чтобы оттащить кавалерию обратно в деревню.
После побега индейцев, Андреа предстанет перед судом и будет приговорен военным судом под председательством Родни . Но, по велению судьбы, Фиби Энн аппелирует приговор, и её действие даст возможность помиловать Андреа. Любовный треугольник перерастает в соперничество Сэма и Андреа, которые желают побороться за сердце любимой на дуэли. В этот момент Фиби и Лонетта с помощью ссор пытаются решить вопрос. В итоге Фиби Энн остается с Сэмом, а Андреа признает свою любовь к Лонетте.

## В ролях
- Дин Мартин — Сэм Холлис
- Ален Делон — Дон Андреа Балдазар
- Розмари Форсайт — Фиби Энн Нейлор
- Джоуи Бишоп — Кронк
- Тина Омон — Лонетта
- Питер Грейвс — капитан Родни Стимпсон
- Майкл Ансара — Железная Куртка
- Линден Чайлз — Жёлтый Нож
- Эндрю Прайн — лейтенант Сибли
- Стюарт Андерсон — Янси Коттл
- Рой Баркрофт — Мортон
- Джордж Уоллес — Виллет
- Дон Беддоу — мистер Нейлор
- Келли Тордсен — Джед
- Нора Марлоу — Эмма
- Джон Хэрмон — Гейб
- Ричард Фарнсуорт — знахарь (как Дик Фарнсворт)

## История создания фильма
Съемки фильма начались в январе 1966 года, когда фильм был снят на Технископ. Части фильма были сняты на Северном ранчо в Таузенд-Оукс, Калифорния.